# Phanquinone
Phanquinone là một hợp chất hữu cơ. Nó là một chất rắn màu vàng có nguồn gốc từ quá trình oxy hóa phenanthroline.
Nó đã được điều tra như là cả chất chống độc và cho hoạt động diệt khuẩn của nó.